# Coelioxys proxima
Coelioxys proxima är en biart som beskrevs av Holmberg 1916. Coelioxys proxima ingår i släktet kägelbin, och familjen buksamlarbin. Inga underarter finns listade i Catalogue of Life.